# Coronophorales
Coronophorales es un orden de hongos en la clase Sordariomycetes. Al 2008 se estimaba que este orden contenía 4 familias, 26 géneros y 87 especies.